# Egynyári barátság
Az Egynyári barátság (eredeti cím: Vacation Friends) 2021-ben bemutatott amerikai filmvígjáték, amelyet Tom Mullen, Tim Mullen, Jonathan Goldstein és John Francis Daley forgatókönyvéből Clay Tarver rendezett. A főbb szerepekben John Cena, Lil Rel Howery, Yvonne Orji, Meredith Hagner, Robert Wisdom, Lynn Whitfield és Andrew Bachelor látható.
A film a 20th Century Studios forgalmazásában 2021. augusztus 27-én jelent meg a Hulu kínálatában. Magyarországon a Disney+ mutatta be 2022. június 24-én. Általánosságban vegyes véleményeket kapott a kritikusoktól. A folytatás Egynyári barátság 2. címmel jelent meg 2023. augusztus 25-én.

## Cselekmény
Marcus és Emily Mexikóban nyaralnak, ahol Marcus meg akarja kérni Emily kezét. Terve azonban kudarcba fullad: először az szobájuk ázik be, majd egy hotelalkalmazott véletlenül leleplezi a meglepetést. Kényszerhelyzetben Marcus a hotel halljában, spontán megkéri Emily kezét, aki igent mond. Az eseményt a vad és gondtalan Ron és Kyla is végignézik, és meghívják Marcust és Emilyt, hogy töltsék velük az időt luxuslakosztályukban.  
A négyes együtt élvezi a nyaralást, amely során Marcus és Emily rögtönzött esküvőt tartanak. Mindketten teljesen kiüti magát alkohollal, de Marcus egy rövid időre magához tér, és úgy tűnik, hogy Kyla éppen vele szexel. Másnap reggel Emily semmire sem emlékszik az éjszakából, és Marcus úgy dönt, hogy megtartja magának, amit látott. A vakáció végén Marcus és Emily elhatározzák, hogy megszakítják a kapcsolatot Ronékkal.  
Hónapokkal később megtartják hivatalos esküvőjüket, amelyet Emily szülei, Harold és Suzanne szerveznek. Különösen Harold nem nézi jó szemmel Marcust, részben azért, mert egy korábbi incidens során Marcus leütötte Emily testvérét, Gabe-et. Ennek ellenére Harold rábízza Marcusra az esküvői gyűrűket, amelyek Emily dédszüleié voltak.
Az esküvői szertartás előtt Ron és Kyla betoppannak a fogadásra, miután online megtalálták az esküvő helyszínét. Harold eleinte dühös a hívatlan vendégek miatt, de amikor megtudja, hogy Ron szintén zöldsapkás veterán, azonnal barátságosan fogadja őket. Kyla bejelenti, hogy terhes, és hozzáteszi, hogy Marcus „közvetlenül érintett” a terhességben, amivel eléri, hogy Marcus azt higgye, ő a gyerek apja. Másnap Ron beszél Harolddal, és meggyőzi, hogy adjon Marcusnak egy második esélyt. A hálás Marcus végül Ron-t választja tanújának, aki rábeszéli, hogy bízza rá az esküvői gyűrűket.  
A következő napon a férfiak elmennek golfozni Gabe-bel és annak barátjával. Marcus legnagyobb bosszúságára Ron javasolja, hogy fogadjanak a játékra. Félúton Ron bevallja, hogy a téteket úgy fedezte, hogy zálogba adta az esküvői gyűrűket. Az utolsó lyuknál Ron hatalmas összeget tesz fel arra, hogy egyetlen ütéssel eltalálja a 18. green-t. Bár először rossz célpontot néz, így egy 375 yardos ütésre kényszerül, csodával határos módon sikerül egyetlen ütéssel a lyukba juttatnia a labdát, és megnyeri a fogadást.
Miután visszatérnek a zálogházba a gyűrűkért, Ron véletlenül úgy csinálja, hogy Marcus elejtse őket egy csatornarácson keresztül. Marcus dühében fojtogatni kezdi Ron-t, aki ekkor bevallja, hogy az orvosai szerint meddő, és Kyla csakis Marcus miatt eshetett teherbe.  
A próbavacsorán Kyla beszédet készül mondani, és úgy tűnik, be fogja jelenteni, hogy Marcus a gyerek apja. Marcus pánikba esik, és közbeszólva elmondja mindazt, amit Mexikóról hisz, hogy történt. Ekkor Kyla tisztázza a félreértést: csak a gyereket szeretnék róla elnevezni, de nem ő az apa. Emily pedig felfedi, hogy valójában ő volt az, aki Kyla-val szexelt Marcus tetején. Marcus bevallja Haroldnak, hogy elvesztette a gyűrűket, ami dulakodáshoz vezet. Dühösen kidobják Ron-t és Kyla-t az esküvői helyszínről.
Később azonban Emily nagymamája, Phyllis átad egy ajándékot Kyla-tól. A mellékelt levélből kiderül, hogy Ron korábban elvesztette legjobb barátját, Charlie-t egy katonai bevetés során, és hogy Marcus és Emily barátsága segített neki továbblépni. Az ajándék nem más, mint az elveszett esküvői gyűrűk, amelyeket Ron visszaszerzett a csatornából. Emily és Marcus rájönnek, hogy hibát követtek el azzal, hogy elküldték Ron-t és Kyla-t, ezért megkeresik őket, és kibékülnek. Kiderül, hogy Ron és Kyla végül úgy döntenek, ők is összeházasodnak Mexikóban, ugyanott, ahol Marcus és Emily, immár családjuk és barátaik körében.

## Szereplők
| Szerep    | Színész             | Magyar hang     |
| --------- | ------------------- | --------------- |
| Marcus    | Lil Rel Howery      | Pál András      |
| Emily     | Yvonne Orji         | Pikali Gerda    |
| Ron       | John Cena           | Bognár Tamás    |
| Kyla      | Meredith Hagner     | Gáspár Kata     |
| Harold    | Robert Wisdom       | Törköly Levente |
| Suzanne   | Lynn Whitfield      | Bertalan Ágnes  |
| Gabe      | Andrew Bachelor     | Hamvas Dániel   |
| Brooke    | Tawny Newsome       |                 |
| Darren    | Barry Rothbart      |                 |
| Bennet    | Kamal Bolden        | Szabó Máté      |
| Nancy     | Anna Maria Horsford | Kocsis Mariann  |
| Maurillio | Carlos Santos       |                 |

## A film készítése
2014 márciusában jelentették be, hogy Chris Pratt és Anna Faris lesz a főszereplő, míg Tom és Tim Mullen forgatókönyvéből Steve Pink rendezi a filmet, forgalmazója pedig a 20th Century Studios. 2015 novemberében jelentették be, hogy Ice Cube leszerződött Pratt helyére, Faris viszont kiszállt a projektből. 2019 decemberében kiderült, hogy John Cena, Lil Rel Howery és Meredith Hagner lesznek a főszereplők, Pink helyére Clay Tarver kerül, a 20th Century Studios a produceri feladatokat látja el, a Hulu pedig a forgalmazást. 2020 januárjában Yvonne Orji csatlakozott a szereplőgárdához. 2020 márciusában Tawny Newsome és Barry Rothbart is csatlakozott a filmhez, majd 2020 szeptemberében Lynn Whitfield, Robert Wisdom és Kamal Bolden is leszerződött társszereplőnek.
A forgatás 2020 márciusában kezdődött Georgiában. A gyártást azonban a COVID-19 világjárvány miatt leállították. A forgatási munkálatok 2020 szeptemberében kezdődtek újra, és 2020 októberében fejeződtek be.

## Bemutató
Az Amerikai Egyesült Államokban 2021. augusztus 27-én jelent meg a Hulun, míg a Disney+ nemzetközi piacokon jelentette meg, például Kanadában és az Egyesült Királyságban. Augusztus 31-én mutatták be a Star+ platformon Latin-Amerikában. A Disney+ Hotstar augusztus 27-én Indiában, majd 2021. szeptember 3-án egyes területeken jelentette meg.